# Danilo Popivoda
Danilo Popivoda (Szeghegy, 1947. május 1. – 2021. szeptember 9.) jugoszláv válogatott labdarúgó.

## Fordítás
- Ez a szócikk részben vagy egészben  a   Danilo Popivoda című angol Wikipédia-szócikk fordításán alapul.  Az eredeti cikk szerkesztőit annak laptörténete sorolja fel. Ez a jelzés csupán a megfogalmazás eredetét és a szerzői jogokat jelzi, nem szolgál a cikkben szereplő információk forrásmegjelöléseként.